# 오원택
오원택(1984년 12월 23일 ~ )는 화성인 바이러스, 더 지니어스, SNL, 인생술집, 최신유행프로그램 등을 제작한 대한민국의 PD이다. 2011년 tvN 프로듀서 공채 1기로 입사 했다. 8년 경력 중 SNL (Saturday Night Live)을 시즌 1부터 9까지 참여했다.

## 생애
1984년 경기도 구리에서 출생하여 지내다 공무원인 부친을 따라 충청남도 금산에서 학창 시절 일부를 보냈다. 남양주 동화고등학교를 졸업하고 서강대학교 신문방송학과에 입학했다. 제24기 의무소방원으로 남양주소방서에서 2006년부터 2008년까지 복무하였다. 대학 시절, 오마이뉴스와 넥슨에서 인턴생활을 했고, 졸업 후 CJ E&M에 입사, tvN 프로듀서로 일하고 있다. 2012년 멘사 회원으로 등록됐다.